# Casarão do Embaixador
O Casarão do Embaixador, também conhecido como Casarão do Expedito Rezende, é um casarão histórico, o mais antigo da cidade, construído pelo Coronel Antônio Coelho de Rezende, em 1888 para servir de residência à Família Coelho de Rezende. Em 1922, o casarão foi o local de nascimento e residência de Espedito de Freitas Rezende, embaixador do Brasil no Chile e no Vaticano, O casarão se localiza no centro da cidade de Piripiri, no estado do Piauí. É um patrimônio cultural, tombado pelo Fundação Cultural do Piauí (FUNDAC), na data de 29 de fevereiro de 1998, sob o processo de nº 9.818.
O Casarão do Embaixador já abrigou o Museu Perypery, que agora está sediado em outro imóvel. Atualmente no casarão funciona um restaurante.

## Arquitetura
De arquitetura piauiense oitocentista, o casarão foi construído em um único pavimento, com planta em L e com paredes de adobe, feitos a mão. O telhado é feito com estrutura de madeira de carnaúba e telhas de barro.